# Pedro Rodríguez (kardynał)
Pedro Rodríguez, zwany też Pedro Ispano (zm. 20 grudnia 1310 w Awinionie) – hiszpański duchowny.

## Życiorys
Był opatem kanoników z Husillos od 1295, a następnie biskupem Burgos 1300 do 1303. Od grudnia 1302 roku kardynał biskup Sabiny, z nominacji papieża Bonifacego VIII. Gubernator Sabiny (1303) i Terni (1308). Uczestniczył w konklawe 1303 i Konklawe 1304–1305. Zmarł w Awinionie.